# Hagasjön (Lidhults socken, Småland)
Hagasjön är en sjö i Ljungby kommun i Småland och ingår i Lagans huvudavrinningsområde. Hagasjön ligger i Årshultsmyren Natura 2000-område. Sjöns area är 0,03 kvadratkilometer och den är belägen 159,7 meter över havet.